# Oteren
Oteren (en same du Nord : Cavkkus) est une localité du comté de Troms, en Norvège.

## Géographie
Administrativement, Oteren fait partie de la kommune de Storfjord.